# 동심
동심은 1963년 설립된 영·유아교육문화기업이다.
동심은 현재 전국의 어린이집, 유치원 등을 대상으로 영·유아교육프로그램 연구·개발, 전국 교사·원장·부모 교육을 진행하고 있으며 부설 연구소인 '동심 영유아교육생활문화연구소'를 운영하고 있다.
서울 본사를 비롯하여 경기, 강원, 충청, 경북, 경남, 전남, 전북, 제주 등 전국 총 57개 지사와 연계해 교육 사업을 운영하고 있으며 총 1000여명의 직원과 함께하고 있다.